# 侯景の乱
侯景の乱（こうけいのらん）は、中国の南北朝時代に南朝の梁にて侯景が起こした反乱。

## 概要
侯景は東魏の権臣高歓の有力な武臣のひとりであり、高歓の死後に東魏から離反して南朝梁に降った。しかしほどなく梁の武帝が東魏と結んだため、孤立を恐れた侯景は548年に反乱を起こし、梁の都の建康を包囲した。翌年に建康を陥落させ、武帝を横死させた。簡文帝や豫章王蕭棟を相次いで擁立し、ついには自ら皇帝に即位して、国号を漢とした。侯景は長江下流域を平定し、中流域に勢力を張った湘東王蕭繹と対決したが、552年に蕭繹の派遣した王僧弁や陳霸先らに敗れて、逃亡中に部下に殺害された。侯景の死によってその反乱は終息したが、江南社会を大混乱におとしいれた傷跡は深く、以後の南朝の衰退を決定づけた。

## 経緯
以下、特記ない限り、本節の記述は『梁書』巻56侯景伝および『南史』巻80賊臣伝に依る。

### 侯景、梁に降る
侯景は懐朔鎮出身の軍人であり、若くして高歓と友情を結んだ。はじめ爾朱栄に仕え、爾朱氏が滅亡すると高歓に仕えて、その征戦に従った。高歓が孝静帝を擁立して東魏を建国すると、侯景はその下で司徒・南道行台となり、10万の大軍を率いるまでになり、東魏の河南地方の軍事を専断した。
高歓の病が重くなると、「侯景は狡猾で計略が多く、反覆を察知しにくいので、私の死後はおまえが任用することはできないだろう」と、子の高澄に遺言した。侯景はこのことを知って、禍が及ぶのを恐れた。547年（東魏の武定5年、梁の太清元年）1月丙午、高歓が晋陽で死去した。辛亥、侯景は潁城に拠って東魏から離反した。東魏の潁州刺史の司馬世雲が侯景に呼応した。侯景は東魏の豫州刺史の高元成、襄州刺史の李密、広州刺史の暴顕らを誘って捕らえた。東魏は韓軌・可朱渾元・劉豊らを派遣して侯景を討たせたので、侯景は西魏に遣使して救援を求めた。西魏は李景和や王思政を派遣した。王思政らが潁川に入ったが、侯景は豫州に逃げ出してしまった。2月、侯景は王偉の献策を容れて、行台郎中の丁和を梁に派遣して帰順した。梁の武帝は侯景を河南王に封じ、大将軍・使持節・都督河南南北諸軍事・大行台に任じた。
東魏の高澄は大将軍の慕容紹宗を派遣して侯景を長社で包囲させた。侯景が西魏に救援を要請し、西魏が五城王元慶らを派遣して侯景を救援させると、慕容紹宗は撤退した。侯景がまた梁の司州刺史の羊鴉仁に援兵を要請し、羊鴉仁が長史の鄧鴻に兵を与えて汝水に向かわせると、元慶軍は夜間に逃走した。侯景が懸瓠と項城に刺史の派遣を求めると、梁の武帝は羊鴉仁を豫司二州刺史として懸瓠に移鎮させ、西陽郡太守の羊思建を殷州刺史として項城に駐屯させた。
12月、侯景は東魏の譙城を包囲して落とせず、転進して城父を攻撃して陥落させた。侯景は行台左丞の王偉や左民郎中の王則を建康の朝廷に派遣して、元氏の子弟を魏主に立てて、北伐を助けるよう求めた。武帝は太子舎人の元貞を咸陽王とし、長江を渡らせると、魏帝と称させた。

### 侯景の増長
高澄は再び慕容紹宗を派遣して侯景を攻撃させ、侯景は撤退して渦陽に入った。侯景はなおも数千匹の馬や数万人の兵士や1万両あまりの車を保有して、渦北で東魏軍と対峙していた。しかし侯景軍の糧食は尽き、兵士たちはみな北方出身者であったために南渡を望まず、侯景の部将の暴顕らはおのおの部下を率いて慕容紹宗に降った。侯景の軍は統制を失って逃げ散り、侯景は腹心数騎とともに硤石から淮水を渡り、敗残の兵を収容して800人を集め、寿春に逃げ込んだ。監州の韋黯が侯景を受け入れた。侯景は自ら武帝に降格を申し出たが、武帝は許さず、本官のまま豫州牧とした。
侯景は寿春に拠って、城の住民をすべて軍士として召募し、交易税や田租を止め、子女を将兵たちに配分した。軍人の上着を作るために朝廷に錦1万匹を請求すると、領軍の朱异の議論により、御府錦署の賞与で辺城の軍服を作らせるわけにいかないとされ、代わりに青布が給与されることとなった。侯景が布を得ると、これを全て使って上着や下着を作らせたことから、かれは青色を尊ぶようになった。また寿春で作られる兵器の精度が悪いことから、東冶の鍛冶工を送るよう求め、さらには工場建設まで要求して、武帝の命令によりこれらは与えられた。侯景は渦陽の敗戦以後、多くの物を要求したが、朝廷は寛大さを示すために、要求を拒絶しなかった。
先だって梁の豫州刺史の貞陽侯蕭淵明が大軍を率いて北伐し、東魏の彭城を包囲したが、敗れて東魏に捕らえられた。このため武帝は東魏に修好の使者を送り、以前の良好な関係を復活させようとした。548年（太清2年）2月、武帝は東魏と講和した。侯景はこれを聞いて驚き、武帝に再考を求めたが、武帝は聞き入れなかった。侯景は梁と東魏の和平成立により、両国のあいだで侯景と蕭淵明の身柄が交換されるのを恐れて、王偉の献策を容れて反乱を決意した。以後の侯景は上表を思いのままにおこない、言葉遣いは不遜なものとなった。鄱陽王蕭範は合肥に駐屯しており、司州刺史の羊鴉仁とともに侯景が反乱を企んでいると奏上しようとしたが、領軍の朱异が握りつぶして奏聞させなかった。武帝は侯景に賞賜を加えて、ますます増長させることとなった。侯景は臨賀王蕭正徳が朝廷を恨んでいることを知って、これと密約を結んだ。

### 反乱の開始
8月、侯景はついに兵を発して反乱を起こし、馬頭や木柵を攻めて、太守の劉神茂や戍主の曹璆らを捕らえた。武帝は郢州刺史の鄱陽王蕭範を南道都督とし、北徐州刺史の封山侯蕭正表を北道都督とし、司州刺史の柳仲礼を西道都督とし、通直散騎常侍の裴之高を東道都督として、ともに侯景を討つべく、歴陽から渡河させた。さらに開府儀同三司・丹陽尹の邵陵王蕭綸に節を持たせて、諸軍を総督させた。
10月、侯景はその中軍の王顕貴を寿春城にとどめて守らせ、軍を出して合肥に向かわせるふりをし、実際には譙州を襲撃した。助防の董紹先が開城して侯景に降ったため、譙州刺史の豊城侯蕭泰が侯景に捕らえられた。武帝がこのことを聞くと、太子家令の王質に水軍を率いさせて長江を巡回警備させた。侯景が歴陽に進攻してくると、歴陽郡太守の荘鉄が弟の荘均に命じて侯景の陣営を夜襲させたが敗れ、荘均は戦没し、荘鉄もまた侯景に降った。
蕭正徳は先だって大船数十艘を長江に派遣し、荻を載せると称して、侯景の兵を渡らせる準備をしていた。侯景は京口に到着して、長江を渡るにあたり、王質の襲撃を警戒していた。まもなく王質がゆえなく撤退したとの知らせが届いたが、侯景はなおも信じず、ひそかに偵察を派遣した。侯景は偵察者に「王質がもし撤退したのであれば、江東の樹枝を折って印とすべし」と言い含めておいた。偵察者が言ったとおりの返事をしたので、侯景は「わが事はうまくいきそうだ」と大喜びした。采石から馬数百匹、兵千人で長江を渡ると、建康の朝廷の不意を突いた。侯景は兵を分けて姑孰を襲い、淮南郡太守の文成侯蕭寧を捕らえ、慈湖に達した。武帝の命により揚州刺史の宣城王蕭大器が都督城内諸軍事となり、都官尚書の羊侃が軍師将軍としてこれを補佐した。南浦侯蕭推が東府城を守り、西豊公蕭大春が石頭城を守り、軽車長史の謝禧が白下城を守った。
侯景が朱雀航に達すると、蕭正徳は先に丹陽郡に駐屯しており、部下を率いて侯景と合流した。ときに建康県令の庾信が1000人あまりの兵を率いて航北に駐屯していた。庾信は侯景の兵が朱雀航にやってきたと見るや、浮き橋の撤去を命じたものの、浮き舟一隻を取り除き始めたところで、軍を捨てて南塘に逃げ出した。侯景の遊軍が朱雀航の浮き橋を復旧させて侯景本隊を渡させた。皇太子蕭綱は乗馬を王質に授けて、精兵3000を配し、庾信を救援させようとした。王質は領軍府にいたって、反乱軍と遭遇すると、戦う前に逃亡した。侯景は勝利に乗じて城下に迫った。西豊公蕭大春は石頭城を捨てて逃走し、侯景はその儀同の于子悦を派遣して石頭城を占拠させた。謝禧もまた白下城を放棄して逃亡した。侯景はこのためあらゆる方向から建康城を攻撃できるようになり、たいまつの火で大司馬門・東華門・西華門を焼いた。城内の兵士たちは門楼を破壊し、水をかけてどうにか火を消し止めた。反乱軍が東掖門を切り破って開こうとすると、羊侃が門扇を穿って、数人を刺殺したため、反乱軍は撤退した。また反乱軍は東宮の城壁を登って、城内に弓を射かけた。これに対処するため、皇太子蕭綱が人を募って夜間に東宮を焼かせると、東宮台殿は灰燼と化した。さらに侯景は城西の馬厩・士林館・太府寺を焼いた。翌日、侯景は木驢数百を作らせて城を攻めようとしたが、城の上から石が投げ打たれ、できあがった所からみな破壊された。

### 建康の包囲
侯景は建康を攻め落とすことができず、損耗も多くなったため、攻撃を中止し、長囲を築いて内外を遮断し、中領軍朱异・太子右衛率陸験・少府卿徐驎・制局監周石珍らの処刑要求を掲げた。いっぽう建康に籠城した官軍は城外に矢文を射かけさせ、その矢文には「侯景の首を斬ることができた者には、侯景の官位を授け、合わせて銭1億万と布絹おのおの万匹と女楽2部を与える」とあった。
11月、侯景は蕭正徳を帝に擁立し、儀賢堂で即位させた。年号を正平と改めた。侯景は自ら相国・天柱将軍となり、蕭正徳の娘を妻に迎えた。
侯景はさらに東府城を攻撃し、百尺の楼車を設けて、城のひめがきを吊り上げて落とすと、東府城は陥落した。侯景はその儀同の盧暉略に数千人を率いさせ、長刀を持って城門を挟んで配置させた。東府城内の文武の者たちがことごとく追い立てられて裸身で城を出されると、反乱兵たちはかわるがわるこれを殺した。死者は2000人あまりに及び、南浦侯蕭推はこの日に殺害された。侯景は蕭正徳の子の蕭見理や儀同の盧暉略に東府城を守らせた。
侯景は建康城の東西に城内を見下ろせる土山を築いた。城内もまた対抗して、王公以下がみな土を背負い、ふたつの山を築いた。当初、侯景は建康平定を容易なものと信じて、民衆の財産を奪わなかった。しかし建康攻囲が長引き、官軍の援軍の集結を恐れるようになると、兵士たちにほしいままに略奪させるようになり、また子女や妻妾を軍営に引き入れるようになった。土山を築くにあたって、侯景は貴賤を問わず民衆を動員し、殴打や鞭打ちを加えて昼夜休まず働かせた。侯景の儀同の范桃棒がひそかに使者を派遣して官軍への投降を願い出たが、事が漏れて殺害された。
ここにいたって、邵陵王蕭綸が西豊公蕭大春・新塗将軍永安侯蕭確・超武将軍南安郷侯蕭駿・前譙州刺史趙伯超・武州刺史蕭弄璋・歩兵校尉尹思合らを率い、3万の軍勢で京口から出立し、直進して鐘山に拠った。侯景は1万人あまりを分遣して蕭綸をはばもうとしたが、蕭綸はこれを撃破して、1000人あまりを斬首した。侯景は再び覆舟山の北に布陣した。蕭綸もまた陣をならべて待ったが、侯景は進まず、両軍にらみ合いの態勢となった。日暮れになって、侯景が軍を返そうとしたところ、南安侯蕭駿が数十騎を率いて挑んできたため、侯景は軍を返して戦い、蕭駿を退却させた。このとき趙伯超の陣が玄武湖の北にあったが、蕭駿の急を見ても赴かず、軍を率いて先に逃走したため、蕭綸の軍は総崩れとなった。蕭綸は京口に逃れた。反乱軍は輜重や兵器を鹵獲し、数百人を斬首し、千人あまりを生け捕りにした。侯景は西豊公蕭大春や蕭綸の司馬の荘丘恵達、直閤将軍の胡子約や広陵県令の霍儁らを捕らえ、建康城下に送らせると、脅迫して「すでに邵陵王は捕らえられた」と口々に言わせた。霍儁はひとり「王はささやかな敗戦をなさったが、すでに全軍が京口に帰還している。城中はただ堅守していれば、援軍はまもなくやってくる」と言った。反乱兵が刀で霍儁を殴打したが、霍儁の言葉も顔色ももとのとおりであったため、侯景は義に感じてかれを許した。
この日、鄱陽世子蕭嗣と裴之高が後渚にいたり、蔡洲に陣営を張った。侯景は軍を分けて南岸に駐屯させた。
12月、侯景は飛楼・橦車・登城車・登堞車・階道車・火車といった攻城具を作り、城壁の前に並べた。火車で城の東南隅の大楼を焼くと、反乱軍は火勢に乗じて城を攻めようとしたが、城壁の上からも火を放たれて攻城具を焼き尽くされたため、反乱軍は撤退した。また土山を築いて城に迫ろうとしたが、城内から地下道が作られて土山を引き落としたため、これまた失敗した。材官将軍の宋嶷が反乱軍に降り、かれが一計を案じて、玄武湖の水を引いて台城に注いだ。さらに南岸の民居や寺が焼き尽くされた。
司州刺史の柳仲礼、衡州刺史の韋粲、南陵郡太守の陳文徹、宣猛将軍の李孝欽らが、建康救援のためにやってきた。鄱陽世子蕭嗣や裴之高もまた長江を渡った。柳仲礼は朱雀航の南に陣営を置き、裴之高は南苑に陣営を置き、韋粲は青塘に陣営を置き、陳文徹と李孝欽は丹陽郡に駐屯し、鄱陽世子蕭嗣は小航南に陣営を置き、いずれも秦淮河の縁に柵を造った。明け方になって侯景がこのことに気づくと、禅霊寺の門楼に登って見回し、韋粲の陣営の塁がまだ完全でないのを見つけると、先んじて兵を渡らせてこれを攻撃した。韋粲は抗戦したが敗れ、侯景は韋粲の首を斬って城下に見せつけて回った。柳仲礼は韋粲の敗北を聞くと、鎧を着ける間もなく、数十騎とともに駆けつけ、反乱軍と抗戦して、数百人を斬首し、秦淮河に身を投げて死んだ者は1000人あまりに及んだ。柳仲礼は深入りして、馬が泥にはまり、重傷を負った。
邵陵王蕭綸と臨成公蕭大連らが東道から南岸に集結した。荊州刺史の湘東王蕭繹が世子の蕭方等や司馬の呉曄や天門郡太守の樊文皎を建康救援のために派遣し、長江を下ると湘子岸の前に陣営を置いた。高州刺史の李遷仕や前司州刺史の羊鴉仁もまた兵を率いて相次いで到着した。鄱陽世子蕭嗣・永安侯蕭確・羊鴉仁・李遷仕・樊文皎が兵を率いて秦淮河を渡り、反乱軍の東府城前柵を攻撃して、これを破った。蕭嗣らは青渓水の東に陣営を結んだ。侯景は儀同の宋子仙を南平王の邸に派遣して駐屯させ、水縁の西に柵を立ててはばませた。
侯景の軍は糧食が尽きて、飢えに苦しんだ。東城には食糧が備蓄してあったが、そこまでの道は諸侯の援軍に遮断されていた。いっぽうの建康城内も米40万斛の備蓄はあったものの、魚や塩や薪が不足していた。そこで尚書省の建物を壊して薪とし、飼っていた馬を屠殺して食い尽くした。反乱軍が水源に毒を入れたために、腫れむくみの病が流行し、城中の病死者は過半を数えた。城内で防戦の指揮を執っていた羊侃がこの月に病没した。

### 偽りの和約
549年（太清3年）1月、侯景は年初から講和を願い出ていたが、武帝の許可が下りないでいた。しかし皇太子蕭綱の諫めを受けて、武帝はこれを聞き入れることとした。侯景は江右4州の地の割譲と、あわせて宣城王蕭大器の身柄を人質として要求し、その後に包囲を解いて長江を北に渡る条件を提示した。さらに侯景はその儀同の于子悦や左丞の王偉を建康に入城させて交換の人質とすることを許した。梁の中領軍の傅岐は宣城王蕭大器が皇太子の嫡嗣であることからこれを拒否し、代わりに石城公蕭大款を送るよう願い出た。この条件で両者は合意した。2月己亥、西華門の外に壇を設けて、梁の尚書僕射の王克や兼侍中の上甲郷侯蕭韶および兼散騎常侍の蕭瑳が、侯景側の于子悦や王偉らと壇に登って和約を誓った。梁の左衛将軍の柳津が西華門下を出ると、侯景がその柵門を出て、柳津と距離を取って相対し、犠牲の牛の血をすすった。
南兗州刺史の南康嗣王蕭会理、前青冀二州刺史の湘潭侯蕭退、西昌侯世子蕭彧の率いる兵3万が邛州に到着した。侯景はこの軍が白下城から北に展開して、長江への道を絶つことを恐れて、秦淮河の南岸に移るよう求めた。武帝は侯景の要求を呑んで蕭会理らを江潭苑に進軍させた。いっぽう侯景は言を左右にしながら、和約の条件を守らず、建康の包囲を解こうとしなかった。

### 建康の陥落と武帝の死
3月1日朝、城内は侯景が盟約を違えたとして、烽火を上げて鼓を打ち騒がし、羊鴉仁・柳敬礼・鄱陽世子蕭嗣らが東府城の北に進軍した。かれらが柵塁を立てないうちに、侯景の部将の宋子仙の襲撃を受け、官軍は敗れ、秦淮河に追い落とされた死者は数千人に及んだ。討ち取られた首級は城下に送られて見せしめにされた。
侯景は再び于子悦を派遣して、講和を願い出た。御史中丞の沈浚が侯景のもとに派遣されてやってくると、侯景に立ち去る意志のないことを強く責めた。侯景は激怒して、即座に石闕の前でせき止めていた水を流し込み、昼夜休まず四方から城を攻め立てたので、3月丁卯、建康はついに陥落した。
侯景は入城すると武帝と会見したが、武帝の態度が堂々としていたのに対して、侯景は萎縮してどもってしまった。武帝が「かつて長江を渡りしとき、幾人ありや」と訊ねると、侯景は「千人」と答えた。武帝がまた「台城を囲みしとき、幾人ありや」と訊ねると、侯景は「十万」と答えた。武帝が「いま幾人ありや」と訊ねると、侯景は「率土のうちわが有にあらざるはなし」と答えた。
侯景は城内の乗輿や服飾や趣味の文物、さらに後宮の嬪妾たちをことごとく略奪した。王侯や朝士たちを収監して永福省に送り、武帝と皇太子の侍衛を解任した。王偉には武徳殿を守らせ、于子悦には太極東堂に駐屯させた。武帝の詔といつわって天下に大赦し、自らは侍中・使持節・大丞相・河南王のまま、大都督・中外諸軍事・録尚書事となった。城中は遺体だらけで埋葬の暇もないほどであった。侯景は葬儀の済んでいない遺体や、死にかけでまだ息絶えていない者を集めて全て焼かせたため、その臭気は十数里に及んだ。尚書外兵郎の鮑正が病重く、反乱軍に引き出されて焼かれると、火中を輾転として久しくして息絶えた。建康救援に集まっていた諸軍はそれぞれ撤退していった。侯景は蕭正徳を降格させて侍中・大司馬とし、梁の百官をみなその職に復帰させた。
侯景は董紹先に広陵を襲撃させると、南兗州刺史の南康嗣王蕭会理が広陵城をもって降伏した。侯景は董紹先を南兗州刺史とした。
かつて北兗州刺史の定襄侯蕭祗と湘潭侯蕭退、および前潼州刺史の郭鳳がともに起兵して、建康救援に赴こうとしていた。建康が陥落するに及んで、郭鳳は淮陰をもって侯景に帰順しようと図った。蕭祗らはこれを止めることができず、ふたりはそろって東魏に亡命した。侯景は蕭弄璋を北兗州刺史としたが、州民が兵を発してこれをはばんだ。侯景は廂公の丘子英と直閤将軍の羊海に兵を与えて蕭弄璋の援軍に向かわせたが、羊海が丘子英を斬り、その軍を率いて東魏に降ったので、東魏が淮陰を占拠した。
侯景が儀同の于子悦や張大黒に兵を率いさせ呉郡に入らせると、呉郡太守の袁君正がこれを迎えて降伏した。于子悦らは呉郡で多くの物資を徴発し、子女を略奪し、人民をいじめ抜いたので、呉郡の人々は憤激して、おのおのが城柵を立てて抵抗した。
この月、侯景は西州城に移駐した。儀同の任約を南道行台とし、姑孰に派遣して駐屯させた。
5月丙辰、武帝が文徳殿で死去した。武帝は建康陥落以来、食事を制限されており、憂憤のうちに病にかかって死去したものである。

### 簡文帝時代
侯景は武帝の死を秘密にして喪を発せず、昭陽殿で通夜をおこなわせた。二十数日して、梓宮（天子の棺）を太極前殿に昇らせ、皇太子蕭綱を迎えて皇帝に即位させた。これが簡文帝である。
侯景は儀同の来亮に兵を率いさせ宣城郡を攻撃させたが、宣城郡内史の楊華が来亮を誘い出してこれを斬らせた。侯景が部将の李賢明を派遣して楊華を討たせると、楊華は宣城郡とともに降伏した。侯景は儀同の宋子仙らに東征させ、銭塘に達したが、新城戍主の戴僧逷が新城県に拠ってこれをはばんだ。
この月、侯景は中軍の侯子鑑を派遣して呉郡に入らせ、于子悦や張大黒を収監して建康に連行させると、ふたりを処刑した。
ときに東揚州刺史の臨成公蕭大連が州城（会稽）に拠り、呉興郡太守の張嵊が郡城に拠り、南陵郡より長江上流の地方は刺史や太守たちがおのおの守っていた。このため侯景の命令が及ぶ範囲は、呉郡以西および南陵郡以北のみであった。
6月、侯景は儀同の郭元建を尚書僕射・北道行台・江北諸軍事とし、新秦に駐屯させた。
郡人陸緝・戴文挙らが1万人あまりで起兵し、侯景の太守の蘇単于を殺害して、前淮南郡太守の文成侯蕭寧を主に推し、侯景をはばもうとした。宋子仙がこれを攻撃すると、陸緝らは城を放棄して逃走した。
至是、侯景は蕭正徳を永福省で殺害した。元羅を西秦王に封じ、元景龍を陳留王に封じるなど、元氏の子弟で王に封じられる者は十数人に及んだ。柳敬礼を使持節・大都督とし、大丞相に属させ、軍事に参与させた。
侯景は中軍の侯子鑑や監行台の劉神茂らの軍を派遣して東征させ、呉興郡を攻め破った。呉興郡太守の張嵊父子を捕らえて建康に送らせると、侯景は張嵊らを殺害した。
侯景は宋子仙を司徒とし、任約を領軍将軍とし、爾朱季伯・叱羅子通・彭儁・董紹先・張化仁・于慶・魯伯和・紇奚斤・史安和・時霊護・劉帰義らをみな開府儀同三司とした。
この月、鄱陽嗣王蕭範が兵を率いて柵口に宿営し、江州刺史の尋陽王蕭大心がこれを迎えるために西上した。侯景が姑孰に出撃すると、蕭範の部将の裴之悌や夏侯威生が侯景に降った。
7月、広州刺史の元景仲が侯景につこうとしたため、西江督護の陳霸先が起兵してこれを攻撃した。元景仲は自殺し、陳霸先は定州刺史の蕭勃を刺史に迎えた。
11月、侯景は宋子仙に銭塘を攻撃させ、戴僧逷を降した。侯景は銭塘を臨江郡とし、富陽を富春郡とした。さらに王偉と元羅をそろって儀同三司とした。
12月、侯景は宋子仙・趙伯超・劉神茂らを派遣して会稽に進攻させた。東揚州刺史の臨成公蕭大連が城を捨てて敗走したため、劉神茂に追わせてこれを捕らえた。侯景は裴之悌を使持節・平西将軍・合州刺史とし、夏侯威生を使持節・平北将軍・南豫州刺史とした。
この月、百済の使者がやってきたが、建康の城邑が廃墟となっているのを見て、端門の外で号泣した。侯景がこのことを聞くと激怒して、使者の身柄を小荘厳寺に送って拘禁し、出入りを許さなかった。
550年（大宝元年）1月、前江都県令の祖皓が広陵で起兵し、侯景の南兗州刺史の董紹先を斬り、前太子舎人の蕭勔を推して刺史とした。祖皓は東魏と結んでその援助に期待し、遠近に檄を飛ばして、侯景を討とうと図った。侯景はその日のうちに侯子鑑らを率いて京口から出撃し、水陸より祖皓を攻撃した。
2月、侯景は広陵城を攻め落とした。侯景は祖皓を車裂きにし、広陵城中の者たちを老若問わずみな斬殺した。侯景は侯子鑑を監南兗州事とした。侯景は簡文帝に迫って西州城にその身を移させた。
この月、侯景は宋子仙を京口に召還した。
4月、侯景は元思虔を東道行台とし、銭塘に駐屯させた。侯子鑑を南兗州刺史とした。
文成侯蕭寧が呉郡西郷で起兵し、10日ほどの間に1万の兵を集めて西上した。侯景の廂公の孟振と侯子栄がこれを撃破し、蕭寧を斬り、その首級を侯景に伝えた。
5月、鄱陽嗣王蕭範が死去した。
6月、前司州刺史の羊鴉仁が尚書省から西州城に逃亡した。
7月、侯景の部将の任約と盧暉略が晋熙郡を攻撃し、鄱陽世子蕭嗣を殺害した。侯景は王偉を中書監とした。任約が軍を進めて江州を襲撃し、江州刺史の尋陽王蕭大心がこれに降った。蕭繹は江州の失陥を聞いて、衛軍将軍の徐文盛を派遣して武昌に東下させ、任約をはばませた。
8月、湘東王蕭繹が領軍将軍の王僧弁に兵を与えて郢州に迫らせた。侯景は自ら位を相国に進め、泰山郡など20郡に自らを封じて漢王となり、剣履上殿・入朝不趨・賛拝不名の特権を得た。邵陵王蕭綸が郢州を放棄して逃亡した。
侯景は柳敬礼を護軍将軍とし、姜詢義を相国左長史とし、徐洪を左司馬とし、陸約を右長史とし、沈衆を右司馬とした。
この月、侯景は水軍を率いて皖口に遡上した。
10月、武林侯蕭諮が広莫門で賊に殺害された。蕭諮は常に簡文帝の寝室に出入りしており、侯景の一党の制御を受けなかったために排除されたものである。
侯景は自らに宇宙大将軍・都督六合諸軍事を加官した。詔文を呈示された簡文帝は「将軍に宇宙の号なんてあるのか」と驚愕したと伝わる。
北斉の将軍の辛術が陽平を包囲したため、侯景の行台の郭元建が援軍に赴くと、辛術は撤退した。
徐文盛が資磯に入ったため、任約が水軍を率いて迎え戦った。徐文盛は任約を破り、大挙口に進軍した。
ときに侯景は皖口に駐屯しており、建康が手薄であったことから、南康王蕭会理と北兗州司馬の成欽らが建康を襲撃しようとしていた。建安侯蕭賁がその計画を知って侯景に報告すると、侯景は蕭会理とその弟の祁陽侯蕭通理・柳敬礼・成欽らを収監させ、そろって殺害させた。
11月、任約が西陽郡に進軍し、兵を分けて斉昌郡を攻撃した。任約は衡陽王蕭献を捕らえて建康に送り、蕭献は殺害された。
12月、侯景は簡文帝の詔と偽って蕭賁を竟陵王に封じ、南康の陰謀を暴いた褒美とした。
この月、張彪が会稽郡の若邪山で義軍を起こし、上虞県を攻め破った。侯景の会稽郡太守の蔡台楽がこれを討とうとしたが、制圧できなかった。張彪は諸曁や永興などの諸県を攻め落とし、侯景は儀同の田遷・趙伯超・謝答仁らを東方に派遣して張彪を討たせた。
551年（大宝2年）1月、張彪は別将を派遣して銭塘や富春を攻撃した。田遷が進軍してこれと戦って破った。
侯景は王克を太師とし、宋子仙を太保とし、元羅を太傅とし、郭元建を太尉とし、張化仁を司徒とし、任約を司空とし、于慶を太子太師とし、時霊護を太子太保とし、紇奚斤を太子太傅とし、王偉を尚書左僕射とし、索超世を尚書右僕射とした。
北兗州刺史の蕭邕が東魏に降ろうと図って、事が漏れて侯景に殺害された。
この月、湘東王蕭繹が巴州刺史の王珣らに兵を率いて武昌に東下させ、徐文盛を助けさせた。任約は蕭繹麾下の兵力が増えていることから、侯景に急を告げさせた。
3月、侯景は自ら兵2万を率いて西上し、任約を救援した。
4月、侯景は西陽に宿営した。徐文盛は水軍を率いて迎え戦い、侯景軍を大いに破った。侯景は郢州の兵が少ないのを知って、宋子仙に軽騎300を与えて郢州を襲撃させた。郢州刺史の蕭方諸や行事の鮑泉を捕らえ、武昌の軍人の家族たちをことごとく拘束した。徐文盛らがこのことを聞くと、江陵に逃げ帰った。侯景は勝利に乗じて西上した。
閏月、領軍の王僧弁が巴陵に宿営しており、侯景の西上に遭遇すると、城の堅壁に拠ってこれをはばんだ。侯景は長囲を設けて、土山を築き、昼夜分かたず攻撃させたが、攻め落とせなかった。侯景の軍中に疫病が発生し、死傷者は過半を数えた。
5月、湘東王蕭繹は平北将軍の胡僧祐に兵2000人を与えて巴陵を救援させた。侯景はこれを聞くと、任約に精兵数千を与えて胡僧祐を迎え撃たせた。
6月、胡僧祐は居士の陸法和とともに赤亭に退いてこれを待ち、任約と会戦して勝利し、任約を生け捕りにした。侯景は敗戦を聞くと、夜間に逃走した。丁和を郢州刺史とし、宋子仙や時霊護らを留めて郢州を守らせ、張化仁や閻洪慶に魯山城を守らせた。王僧弁は兵を率いて東下し、漢口に宿営し、魯山城および郢州城を攻撃して、いずれも陥落させた。
7月、侯景は建康に帰還した。王僧弁の軍が湓城に宿営し、侯景の行江州事の范希栄が城を捨てて逃走した。
8月丙午、晋熙郡の王僧振と鄭寵が起兵して郡城を襲い、侯景の晋州刺史の夏侯威生や儀同の任延は逃走した。戊午、侯景は衛尉卿の彭儁や廂公の王僧貴に兵を与えて入殿させ、簡文帝を廃位して晋安王に降格させ、永福省に幽閉した。皇太子蕭大器・尋陽王蕭大心・西陽王蕭大鈞・武寧王蕭大威・建平王蕭大球・義安王蕭大昕および尋陽王の諸子20人を殺害した。

### 豫章王擁立と侯景称帝
この日、侯景は豫章王蕭棟を迎えて皇帝に即位させた。太極前殿に昇り、天下に大赦し、天正元年と改元した。侯景は使者を派遣して南海王蕭大臨を呉郡で、南郡王蕭大連を姑孰で、安陸王蕭大春を会稽で、新興王蕭大荘を京口で殺害させた。
侯景は劉神茂を司空とし、徐洪を平南将軍とし、秦晃之・王曄・李賢明・徐永・徐珍国・宋長宝・尹思合をあわせて儀同三司とした。
侯景は哀太子蕭大器の妃を郭元建に賜ったが、郭元建は「どうして皇太子妃が人の妾に下ることがあろうか」と言って、会おうとしなかった。
10月壬寅夜、侯景は衛尉の彭儁や王脩纂に酒を持たせて簡文帝に献上し、簡文帝が泥酔して寝入ったところを大量の土嚢を積んで圧死させた。
この月、侯景の司空東道行台の劉神茂や儀同の尹思合・劉帰義・王曄、雲麾将軍の桑乾王元頵らが東陽に拠って湘東王蕭繹に帰順した。蕭繹はそのまま元頵と別将の李占と趙恵朗を建徳江口に拠らせた。尹思合は侯景の新安郡太守の元義を拘束して、その兵を奪った。
張彪が永嘉郡を攻撃し、永嘉郡太守の秦遠が張彪に降った。
11月、侯景は趙伯超を東道行台とし、銭塘に駐屯させた。儀同の田遷や謝答仁らに東方の劉神茂を攻撃させた。郭元建を太尉・北行台のまま南兗州刺史とした。
侯景は自ら九錫の礼を加え、丞相以下の百官を置いた。南兗州刺史の侯子鑑により白麞が献上され、建康では白鼠が捕られて献上されるなど、瑞祥が演出された。侯景の亡き祖父に大将軍を、亡父に丞相の位が追贈された。自ら冕官を加え、天子の旌旗を建て、馬や車や舞楽など皇帝の礼式を整えた。
侯景は蕭棟の詔により帝位を自分に譲らせた。禅譲の儀式を旧制にのっとっておこなったものの、侯景はゆえなく剣を取り落とし、ウサギが目の前を横切っては消え失せ、白虹が日を貫くなど、不吉なことが続いた。侯景は太極前殿に昇り、天下に大赦し、太始元年と改元した。蕭棟を淮陰王に封じて、監省に幽閉した。梁律を漢律とし、左民尚書を改めて殿中尚書とし、五兵尚書を七兵尚書とし、直殿主帥を直寝とした。左僕射の王偉が（儒教に即して）皇帝の祖先の廟として七廟を立てるべきと進言したところ、侯景は「先祖のことは覚えていないが、父の名なら標だ」と答えたため、人々はみなひそかにこれを笑った。
12月、謝答仁や李慶らが建徳にいたり、元頵や李占の柵を攻撃して破った。元頵と李占を捕らえて侯景のもとに送った。侯景は元頵らの手足を切り落とすと、日が経ってからふたりは死んだ。

### 侯景の敗亡
侯景は巴陵の敗戦以来、西方では敗北続きであった。混乱に乗じて北斉の軍が南進し、湘東王蕭繹の東征軍と挟み討ちになることを侯景は恐れた、そこで552年（太始2年）1月、郭元建に歩兵を率いて小峴に赴かせ、侯子鑑に水軍を率いて濡須に向かわせ、北斉に対して兵力を示威した。侯子鑑が合肥に達し、羅城を攻め落とした。郭元建と侯子鑑は湘東王蕭繹の軍が接近していると聞いて、合肥の民衆の住居を焼かせ、軍を撤退して、侯子鑑が姑孰を保ち、郭元建は広陵に帰った。
東南方では謝答仁が劉神茂を攻撃し、劉神茂の別将の王華と麗通を降し、劉帰義や尹思合らを敗走させるなど、侯景側の優勢がまだ目立っていた。
王僧弁の軍が蕪湖にやってくると、侯景側の蕪湖城主は日没後に逃走した。侯景は史安和や宋長貴らに兵2000を率いさせて、姑孰を守る侯子鑑を助けさせた。史安和らは田遷らを追って建康に戻った。3月、侯景は姑孰に行き、塁柵を巡視した。侯景が侯子鑑に出戦を戒めたため、侯子鑑が言いつけを守っていた十数日間は王僧弁を足止めできたものの、敵をあなどって出撃すると、侯子鑑は大敗を喫した。
王僧弁が進軍して張公洲に宿営すると、侯景は盧暉略に石頭城を守らせ、紇奚斤に捍国城を守らせ、民衆や軍士の家族たちを台城内に入れた。王僧弁が侯景側の水柵を焼くと、秦淮河に入り、祥霊寺渚に達した。侯景は驚いて、秦淮河の縁に石頭城から朱雀航に達する柵を立てさせた。王僧弁と諸将は石頭城の西に陣営を連ねて柵を立て、落星墩にまで及んだ。侯景は自ら侯子鑑・于慶・史安和・王僧貴らを率いて、石頭城の東北に柵を立てて守った。王偉・索超世・呂季略に台城を守らせ、宋長貴に延祚寺を守らせた。王僧弁の父の墓を暴いて、棺を壊し遺骨を焼かせた。王僧弁らは陣営を石頭城の北に進め、侯景は陣を並べて戦いを挑んだ。王僧弁は大軍を率いて猛攻を加え、侯景軍を撃破した。侯子鑑・史安和・王僧貴はおのおの柵を放棄して逃亡し、盧暉略と紇奚斤は降伏した。
侯景は王偉の諫めも聞かず、建康の宮殿を放棄して東に逃走した。儀同の田遷や范希栄ら100騎を従えるのみであった。王偉も台城を捨てて逃走し、侯子鑑らは広陵に逃れた。
王僧弁は部将の侯瑱に侯景を追わせた。侯景は晋陵郡に到着すると、太守の徐永東を拉致して呉郡に逃れた。侯景が嘉興に進んで宿営すると、趙伯超が銭塘に拠って侯景をはばんだ。侯景は呉郡に引き返し、松江に達した。侯瑱の軍がやってくると、侯景の兵たちは戦う準備もせず、みな旗を上げて降伏した。侯景は止めることができず、そのまま腹心数十人とともに舟を走らせ、推墮ふたりの子を水に落とし、滬瀆から海に入った。壺豆洲にいたって、侯景は前太子舎人の羊鵾（羊侃の三男）に殺害された。侯景の遺体は王僧弁のもとに送られ、首を切断された。侯景の首級は江陵に送られ、首より下の体は建康の市にさらされた。侯景に恨みを持つ人々が争ってその肉を削り取り、膾にして食いつくしてしまった。残った骨も焼かれて灰にされ、酒と混ぜ合わされて飲まれた。江陵に送られた侯景の首級は、蕭繹の命により市にさらされ、その後に煮つめて漆にされ、武庫に送られた。

## 評価
川勝義雄は、侯景が建康攻略を「成功」させた理由について、第一に「かれが首都およびその周辺の失業者群を扇動することができたこと」、第二に「梁帝国の軍隊そのものが内部分裂に瀕していたこと」、第三に「官吏や貴族など、緊急事態に対処して、人の上に指揮すべき立場のものが驚くほど柔弱になっていたこと」を挙げている。
森三樹三郎は、「侯景の奇襲作戦、渡江作戦が成功したのは、ひとえに臨賀王の手引きによったと言わねばならない。最大の敵はほかならぬ宮廷の内に潜んでいたのである」といい、「梁の滅亡は、文弱によるというよりも、実は人の和を得なかったところに根本の原因があった」と説いている。
会田大輔は、「どうやら侯景は、官制は北朝（特に東魏）、儀礼は南朝というキメラのような体制構築を図ったようである」と評した。
吉川忠夫は「侯景の乱が疾風のごとく吹き抜けて去ったとき、江南の貴族社会は荒廃からたち直る気力を失ってしまったかのようである」と評した。